# Nannodiella vespuciana
Nannodiella vespuciana is een slakkensoort uit de familie van de Clathurellidae. De wetenschappelijke naam van de soort is voor het eerst geldig gepubliceerd in 1847 door d'Orbigny.